# Barcelos (Portugalia)
Barcelos – miejscowość w Portugalii, leżąca w dystrykcie Braga, w regionie Północ w podregionie Cávado. Miejscowość jest siedzibą gminy o tej samej nazwie.

## Demografia
| Liczba ludności gminy Barcelos (1801–2011) | Liczba ludności gminy Barcelos (1801–2011) | Liczba ludności gminy Barcelos (1801–2011) | Liczba ludności gminy Barcelos (1801–2011) | Liczba ludności gminy Barcelos (1801–2011) | Liczba ludności gminy Barcelos (1801–2011) | Liczba ludności gminy Barcelos (1801–2011) | Liczba ludności gminy Barcelos (1801–2011) | Liczba ludności gminy Barcelos (1801–2011) | Liczba ludności gminy Barcelos (1801–2011) |
| ------------------------------------------ | ------------------------------------------ | ------------------------------------------ | ------------------------------------------ | ------------------------------------------ | ------------------------------------------ | ------------------------------------------ | ------------------------------------------ | ------------------------------------------ | ------------------------------------------ |
| 1801                                       | 1849                                       | 1900                                       | 1930                                       | 1960                                       | 1981                                       | 1991                                       | 2001                                       | 2004                                       | 2011                                       |
| 78 934                                     | 40 859                                     | 46 953                                     | 58 360                                     | 83 211                                     | 103 773                                    | 111 733                                    | 122 096                                    | 123 831                                    | 120 391                                    |

## Sołectwa
Sołectwa gminy Barcelos (w nawiasie: ludność według stanu na 2011 r.):

- Abade de Neiva (2024)
- Aborim (891)
- Adães (790)
- Aguiar (546)
- Airó (913)
- Aldreu (904)
- Alheira (1072)
- Alvelos (2145)
- Arcozelo (12 840)
- Areias (1014)
- Areias de Vilar (1365)
- Balugães (841)
- Barcelinhos (1781)
- Barcelos (4660)
- Barqueiros (1957)
- Cambeses (1300)
- Campo (983)
- Carapeços (2277)
- Carreira (1451)
- Carvalhal (1391)
- Carvalhas (691)
- Chavão (746)
- Chorente (753)
- Cossourado (825)
- Courel (488)
- Couto (348)
- Creixomil (834)
- Cristelo (1875)
- Durrães (723)
- Encourados (514)
- Faria (550)
- Feitos (538)
- Fonte Coberta (582)
- Fornelos (803)
- Fragoso (2193)
- Gamil (924)
- Gilmonde (1516)
- Góios (548)
- Grimancelos (791)
- Gueral (380)
- Igreja Nova (384)
- Lama (1271)
- Lijó (2306)
- Macieira de Rates (2083)
- Manhente (1703)
- Mariz (374)
- Martim (2375)
- Midões (462)
- Milhazes (912)
- Minhotães (775)
- Monte de Fralães (408)
- Moure (925)
- Negreiros (1618)
- Oliveira (1004)
- Palme (1073)
- Panque (680)
- Paradela (850)
- Pedra Furada (399)
- Pereira (1318)
- Perelhal (1749)
- Pousa (2272)
- Quintiães (644)
- Remelhe (1309)
- Roriz (2152)
- Santa Eugénia de Rio Covo (1483)
- Santa Eulália de Rio Covo (970)
- Santa Leocádia de Tamel (753)
- Santa Maria de Galegos (2987)
- Santo Estêvão de Bastuço (460)
- São João de Bastuço (661)
- São Martinho da Vila Frescainha (2372)
- São Martinho de Alvito (451)
- São Martinho de Galegos (1930)
- São Pedro de Alvito (639)
- São Pedro de Fins de Tamel (538)
- São Pedro de Vila Frescainha (1593)
- São Veríssimo de Tamel (3025)
- Sequeade (795)
- Silva (913)
- Silveiros (1181)
- Tregosa (686)
- Ucha (1420)
- Várzea (1904)
- Viatodos (1840)
- Vila Boa (2483)
- Vila Cova (2026)
- Vila Seca (1197)
- Vilar de Figos (604)
- Vilar do Monte (667)

## Miasta partnerskie
- Vierzon, Francja
- Pontevedra, Hiszpania
- São Domingos, Republika Zielonego Przylądka